# Jasminka
Jasminka je žensko osebno ime.

## Izvor imena
Ime Jasminka je različica ženskega osebnega imena Jasmina.

## Pogostost imena
Po podatkih Statističnega urada Republike Slovenije je bilo na dan 31. decembra 2007 v Sloveniji število ženskih oseb z imenom Jasminka: 399.

## Osebni praznik
Osebe z imenom Jasminka lahko godujejo takrat kot osebe z imenom Jasmina.